# La Nuit où mon destin s'est joué
Pour plus de détails, voir Fiche technique et Distribution.
La Nuit où mon destin s'est joué (The Night My Number Came Up) est un film britannique réalisé par Leslie Norman, sorti en 1955.

## Synopsis
Les péripéties d'un avion britannique faisant un vol entre Hong Kong et le Japon.

## Fiche technique
- Titre : La Nuit où mon destin s'est joué
- Titre original : The Night My Number Came Up
- Réalisation : Leslie Norman
- Scénario : Victor Goddard et R. C. Sherriff d'après un article de presse de Victor Goddard
- Musique : Malcolm Arnold
- Photographie : Lionel Banes
- Montage : Peter Tanner
- Production : Michael Balcon
- Société de production : Ealing Studios et Michael Balcon Productions
- Pays :  Royaume-Uni
- Genre : Drame, fantastique, thriller
- Durée : 94 minutes
- Dates de sortie : 
  -  Royaume-Uni : 22 mars 1955 (Londres)

## Distribution
- Michael Redgrave : l'air marhsal Hardie
- Sheila Sim : Mary Campbell
- Alexander Knox : Owen Robertson
- Denholm Elliott : le flight lieutenant McKenzie
- Ursula Jeans : Mme. Robertson
- Ralph Truman : Wainwright
- Michael Hordern : Lindsay
- George Rose : Bennett

## Distinctions
Le film a été nommé pour quatre BAFTA.